# يقمر برونزي
يقمر برونزي (الاسم العلمي: Galbula leucogastra)، هو نوع من الطيور يتبع جنس اليقمر ضمن فصيلة اليقمريات من رتبة نقاريات الشكل.